# Levon Larents

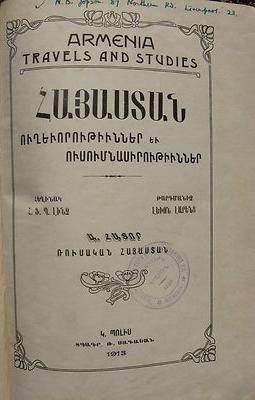
Larents' Übersetzung von H.F.B. Lynchs Armenien

Levon Larents (Kirishchiyan) (armenisch Լեւոն Լարենց (Քիրիշճեան), * 1875 in Samatya, Istanbul; † 1915 in Ankara) war ein armenischer Schriftsteller, Übersetzer, Journalist, Dichter und Lehrer. Er war Herausgeber und Gründer zahlreicher Zeitungen und übersetzte den Koran in die armenische Sprache. Während des Völkermords an den Armeniern wurde Larents nach Ankara deportiert und getötet.

## Leben
Levon Larents erhielt seine Bildung am örtlichen Robert College, das er 1902 abschloss. Während seiner Schulzeit veröffentlichte Larents zusammen mit seinen Klassenkameraden Yenovk Armen und Hrand Esayan die Monatszeitschrift Zepur. Danach war er kurzfristige bei der Puzantion beschäftigt und ging dann nach Adapazari, wo er 'Die Geschichte der Zivilisation' an der örtlichen Getronagan-Schule unterrichtete.
1905 ging Larents in die Vereinigten Staaten und wurde Mitglied der Reformbewegung in der Huntschak-Partei. In Boston, Massachusetts, war Larents zwei Jahre Herausgeber der örtlichen armenischen Zeitung Tsayn Hayreneats oder "Stimme des Vaterlandes". Er zog später nach Alexandria, Ägypten, und arbeitete in einem Großhandelsunternehmen. In Alexandria schrieb er für die Zeitung Azad Pern. Nach dem Tod von Arpiar Arpiarian zog Larents nach Athen. Nach der Jungtürkischen Revolution 1908 kehrte Larents nach Istanbul zurück, wo er für zwei Jahre Chefredakteur von Murj und Tsayn Hayreneats war. In Istanbul veröffentlichte er ein Buch über Gedichte mit dem Titel Trahkdi Yerker oder "Lieder des Himmels". Er übersetzte mehrere Werke aus dem Französischen und Englischen ins Armenische, darunter H. F. B. Lynchs "Armenien", das 1913 veröffentlicht wurde. 1911 übersetzte er den Koran ins Armenische.

## Tod
Levon Larents gehörte zu den armenischen Intellektuellen, die am „Roten Sonntag“, dem 24. April 1915, festgenommen wurden. Er wurde zuerst mit anderen Angehörigen der armenischen Elite nach Ayaş deportiert, dann nach Ankara, wo er getötet wurde.